# Ludwig Holleis
Ludwig Holleis (* 30. September 1897 in Rosenheim; † 29. März 1944 in München) war ein deutsches Opfer des NS-Regimes und Bruder der Widerstandskämpferin Emma Hutzelmann (1900–1944).

## Leben

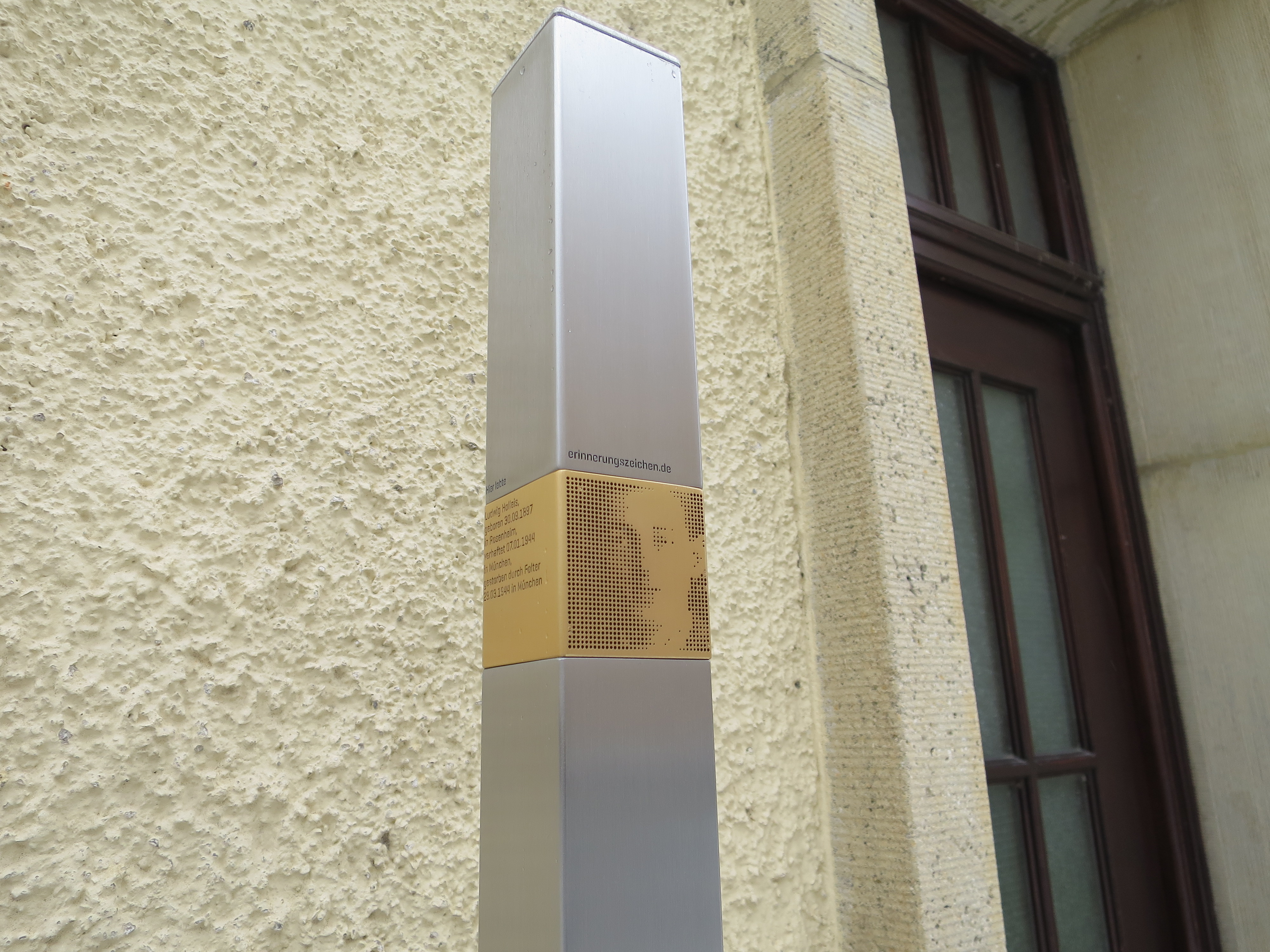
Gedenkstele für Ludwig Holleis, Daiserstraße 45

Ludwig Holleis war das siebte Kind des Bäckermeisters Kaspar Holleis und seiner Ehefrau Maria und wuchs mit 14 Geschwistern auf, von denen vier ebenfalls im NS-Widerstand aktiv waren, darunter auch Emma Hutzelmann. 1912 zog die Familie nach München und wohnte in der Daiserstraße 45 in München-Sendling. 1915 lebte Holleis wenige Wochen in Stuttgart und kehrte dann nach München zurück. Er war von Beruf Ankerwickler und legte die Prüfung zum Elektromaschinenbauer ab.
Seine Schwester Emma Hutzelmann hatte mit ihrem Ehemann Hans Hutzelmann und Gleichgesinnten die Widerstandsgruppe „Antinazistische Deutsche Volksfront“ (ADV) gegründet. Die Gruppe unterstützte heimlich auch die Organisation sowjetischer Kriegsgefangener „Brüderliche Zusammenarbeit der Kriegsgefangenen“ (BSW). Inwieweit Holleis Kenntnis von den Widerstandsaktivitäten seiner Schwester und seines Schwagers hatte, ist nicht mehr feststellbar.
Ludwig Holleis wurde am 7. Januar 1944 in seiner Wohnung, wo er mit seiner verwitweten Mutter, seinem verheirateten Bruder Andreas sowie dessen Frau und Tochter lebte, von der Gestapo wegen „Hochverrats“ verhaftet und in das Gestapo-Gefängnis in der Brienner Straße 50 eingeliefert. Laut Akten des Oberreichsanwalts beim Volksgerichtshof gegen seinen Bruder Andreas Holleis und weitere Mitangeklagte vom 22. Juli 1944 hatte Holleis eine Blechkassette seiner Schwester, in der sich unter anderem Flugblättern befanden, in seiner Küche versteckt. Diese hatte ihren Bruder gebeten, den Inhalt der Kassette falls nötig zu vernichten, was er nach Emmas Verhaftung auch gemeinsam mit seiner Schwester Rosa tat. Die Gestapobeamten, darunter der Polizeibeamte Eugen Fischer folterten Ludwig Holleis schwer, um ihm die Informationen über die Kassette abzupressen. Am 4. Februar 1944 wurde er in die Gefängnis München-Stadelheim überstellt, wo er von den Mithäftlingen getrennt wurde und nur zur Innenarbeit eingeteilt werden durfte.
Neben seiner Schwester Emma und deren Mann Hans Hutzelmann verhaftete die Gestapo auch seinen Bruder Andreas, seine Schwestern Rosa und Dora und seinen Schwager Stefan Eckstein. Andreas Holleis verstarb 1947 an  den bei der Folterung erlittenen Lungenverletzungen. Die übrigen Geschwister und sein Schwager Stefan Eckstein wurden später wieder aus der Haft entlassen.
Den durch die Folterungen schwer verletzten Ludwig Holleis ließ die Gestapo in Fortsetzung der Haft am 3. März 1944 in die Chirurgische Klinik in die Münchner Nußbaumstraße überstellen. Seine Schwester Dora berichtete nach dem Krieg: „Ich hatte meinen Bruder nicht wiedererkannt.“ Sie durfte ihn nach ihrer Entlassung aus dem Gefängnis mit ihrer Mutter in der Klinik kurz besuchen.
Ludwig Holleis verstarb am 29. März 1944 im Krankenhaus an den Folgen der Folter. Seine Mutter Maria erhielt am 1. April 1944 die Mitteilung, dass ihr Sohn angeblich „infolge von Kreislaufstörungen verstorben“ sei.

## Gedenken
Am 27. Juli 2018 wurde von der Stadt München ein Erinnerungszeichen in Form einer Stele an seinem Wohnhaus in der Daiserstraße 45 in Sendling angebracht.